# James Gallanders
James Gallanders (ur. 9 lutego 1970 w Scarborough) – kanadyjski aktor telewizyjny i filmowy. 

## Życiorys
Urodził się w Scarborough, w dzielnicy Toronto, w prowincji Ontario. Wychował się w Oshawie. W młodym wieku odkrył występy w szkolnym teatrze jako sposób na płynne mówienie i przezwyciężenie jąkania. W 1993 ukończył Szkołę Sztuk Pięknych i program aktorski przy Uniwersytecie York.
Jest znany przede wszystkich z roli detektywa Michael Crofta w serialu The City, w którym występował w latach 1999-2000. Ponadto pojawił się gościnnie w serialach Queer as Folk, Czynnik PSI i Kevin Hill, a także zagrał epizod w horrorze Ronny’ego Yu Narzeczona laleczki Chucky (1998).

## Filmografia

### Filmy
- 1997: Morderstwo w Białym Domu jako student prawa
- 1998: Narzeczona laleczki Chucky jako Russ
- 1999: Trzeci cud jako brat Gregory
- 2002: Sekta II jako Greg Sommers
- 2007: Podać rękę diabłu jako major Brent Beardsley
- 2009: Widokówka z więzienia (alternatywny tytuł Skrywane zbrodnie, Hidden Crimes, TV) jako Max Carver

### Seriale TV
- 1996: Na południe jako Mark Ordover
- 1997: Millennium jako żołnierz stanu Missouri
- 1997: Nikita jako Ornett
- 1997: F/X jako Kahil Bergeron
- 1997: Czynnik PSI jako Bruce Farrell
- 2002: Ziemia: Ostatnie starcie jako Reese
- 2003: Rozkosz pożądania jako Frank
- 2004: Queer as Folk jako Shane
- 2005: Sue Thomas: Słyszące oczy FBI
- 2005: Kevin Hill jako Frank Drake
- 2005: Poszukiwani jako David Travis
- 2008: Detektyw Murdoch jako ojciec Franks